# Cantone di Les Anses-d'Arlet
Il cantone di Les Anses-d'Arlet è una divisione amministrativa situato nel dipartimento e regione della Martinica.

## Comuni
- Les Anses-d'Arlet